# John Kendrew
Sir John Cowdery Kendrew (Oxford, 24 marzo 1917 – Cambridge, 23 agosto 1997) è stato un biochimico e cristallografo inglese, vincitore, insieme a Max Perutz, del premio Nobel per la chimica nel 1962, per gli studi effettuati sulle strutture delle proteine globulari quali emoglobina e mioglobina tramite l'utilizzo di tecniche di diffrazione dei raggi X.

## Pubblicazioni principali
- JC Kendrew, The structure of globular proteins, in Comparative biochemistry and physiology, vol. 4, 2–4, ottobre 1962,  pp. 249-52, DOI:10.1016/0010-406X(62)90009-9, ISSN 0010-406X (WC · ACNP), PMID 14031911.
- JC Kendrew, The three-dimensional structure of a protein molecule, in Scientific American, vol. 205, n. 6, dicembre 1961,  pp. 96-110, DOI:10.1038/scientificamerican1261-96, ISSN 0036-8733 (WC · ACNP), PMID 14455128.
- HC Watson e JC Kendrew, The amino-acid sequence of sperm whale myoglobin. Comparison between the amino-acid sequences of sperm whale myoglobin and of human hemoglobin, in Nature, vol. 190, n. 4777, maggio 1961,  pp. 670-2, Bibcode:1961Natur.190..670W, DOI:10.1038/190670a0, ISSN 0028-0836 (WC · ACNP), PMID 13783432.
- JC Kendrew, HC Watson, BE Strandberg, RE Dickerson, DC Phillips e VC Shore, The amino-acid sequence x-ray methods, and its correlation with chemical data, in Nature, vol. 190, n. 4777, maggio 1961,  pp. 666-70, Bibcode:1961Natur.190..666K, DOI:10.1038/190666a0, ISSN 0028-0836 (WC · ACNP), PMID 13752474.
- JC Kendrew, Structure and function in myoglobin and other proteins, in Federation proceedings, vol. 18, 2, Part 1, luglio 1959,  pp. 740-51, ISSN 0014-9446 (WC · ACNP), PMID 13672267.
- JC Kendrew, G Bodo, HM Dintzis, RG Parrish, H Wyckoff e DC Phillips, A three-dimensional model of the myoglobin molecule obtained by x-ray analysis, in Nature, vol. 181, n. 4610, marzo 1958,  pp. 662-6, Bibcode:1958Natur.181..662K, DOI:10.1038/181662a0, ISSN 0028-0836 (WC · ACNP), PMID 13517261.
- DJ Ingram e JC Kendrew, Orientation of the haem group in myoglobin and its relation to the polypeptide chain direction, in Nature, vol. 178, n. 4539, ottobre 1956,  pp. 905-6, Bibcode:1956Natur.178..905I, DOI:10.1038/178905a0, ISSN 0028-0836 (WC · ACNP), PMID 13369569.
- JC Kendrew e RG Parris, Imidazole complexes of myoglobin and the position of the haem group, in Nature, vol. 175, n. 4448, gennaio 1955,  pp. 206-7, Bibcode:1955Natur.175..206K, DOI:10.1038/175206b0, ISSN 0028-0836 (WC · ACNP), PMID 13235845.
- JC Kendrew, RG Parrish, JR Marrack e ES Orlans, The species specificity of myoglobin, in Nature, vol. 174, n. 4438, novembre 1954,  pp. 946-9, Bibcode:1954Natur.174..946K, DOI:10.1038/174946a0, ISSN 0028-0836 (WC · ACNP), PMID 13214049.
- JC Kendrew, Foetal haemoglobin, in Endeavour, vol. 8, n. 30, aprile 1949,  pp. 80–5, ISSN 0160-9327 (WC · ACNP), PMID 18144277.
- John C. Kendrew, The thread of life: an introduction to molecular biology, Londra, Bell & Hyman, 1966, ISBN 978-0-7135-0618-1.